# Can Culleres (Granollers)
Can Culleres és un habitatge a la ciutat de Granollers (Vallès Oriental) protegit com a bé cultural d'interès local. Segons la descripció d'Antoni Gallardo aquesta plaça a començaments de segle tenia "un bonic aire d'antigor". Actualment aquesta casa resta sola a la plaça com a símbol arquitectònic del que fou la plaça a l'edat mitjana. Aquest procés de transformació i degradació s'ha produït, sobretot, al llarg del segle xx. Edifici entre mitgeres amb planta baixa i dos pisos. La façana, plana, està coronada amb un ràfec, en destaquen dues finestres i un relleu sobre la porta d'accés a la casa. Les finestres del primer pis és d'arc conopial amb craceria i decoració floral a les impostes. Al segon pis hi ha una finestra amb arc pla i guardapols amb angle conopial i un bust de figura a cada costat. La façana està arrebossada. Les finestres són de pedra de carreu.